# بورابوی
بورابوی (به ترکی استانبولی: Boraboy) یک منطقهٔ مسکونی در ترکیه است که در تاشوا واقع شده‌است. بورابوی ۸۱۹ نفر جمعیت دارد و ۱٬۰۵۰ متر بالاتر از سطح دریا واقع شده‌است.